# Đại hội Thể thao Liên châu Mỹ

Cờ của Tổ chức Thể thao liên châu Mỹ (PASO)

Đại hội Thể thao Liên châu Mỹ là một sự kiện thể thao lớn tại châu Mỹ, với các môn thể thao mùa hè và hàng nghìn vận động viên tham gia thi đấu. Đại hội được tổ chức mỗi bốn năm một lần vào năm trước Thế vận hội Mùa hè. Đại hội Thể thao liên Mỹ Mùa đông duy nhất được tổ chức vào năm 1990. Tổ chức Thể thao liên Mỹ (PASO) là thể chế quản lý phong trào Đại hội Thể thao liên Mỹ, với cấu trúc và hoạt động được xác định theo Hiến chương Olympic. Từ năm 2007, thành phố đăng cai tổ chức cả Đại hội Thể thao liên Mỹ và Đại hội Thể thao người khuyết tật liên Mỹ,
Phong trào Đại hội Thể thao liên Mỹ gồm các liên đoàn thể thao quốc tế, ủy ban Olympic quốc gia được công nhận, và các ủy ban tổ chức mỗi kỳ Đại hội. Tổ chức Thể thao liên Mỹ chịu trách nhiệm lựa chọn thành phố tổ chức mỗi kỳ Đại hội, thành phố này chịu trách nhiệm tổ chức và tài trợ hoạt động kỷ niệm Đại hội phù hợp với Hiến chương Olympic và các quy tắc. Chương trình của Đại hội Thể thao liên Mỹ gồm các môn thể thao được PASO quyết định. Hoạt động kỷ niệm Đại hội gồm các nghi thức và phù hiệu, như cờ và đuốc, cùng lễ khai mạc và bế mạc. Trên 5.000 vận động viên thi đấu tại Đại hội Thể thao liên Mỹ trong 36 môn thể thao và gần 400 sự kiện. Những người có thành tích cao thứ nhất, nhì, và ba tại mỗi sự kiện tương ứng được trao tặng huy chương vàng, bạc, và đồng.

## Lịch sử
Ý tưởng tổ chức một Đại hội Thể thao liên Mỹ lần đầu được đề xuất tại Thế vận hội Mùa hè 1932 tại Los Angeles, khi đó các đại biểu của Mỹ Latinh trong Ủy ban Olympic Quốc tế (IOC) đề nghị cần lập một đại hội tranh tài giữa toàn bộ các quốc gia châu Mỹ. Sự kiện đầu tiên được gọi là Đại hội Thể thao liên Mỹ diễn ra tại Dallas vào năm 1937, song thu hút rất ít chú ý nên chưa bao giờ được tính thuộc khuôn khổ Đại hội.

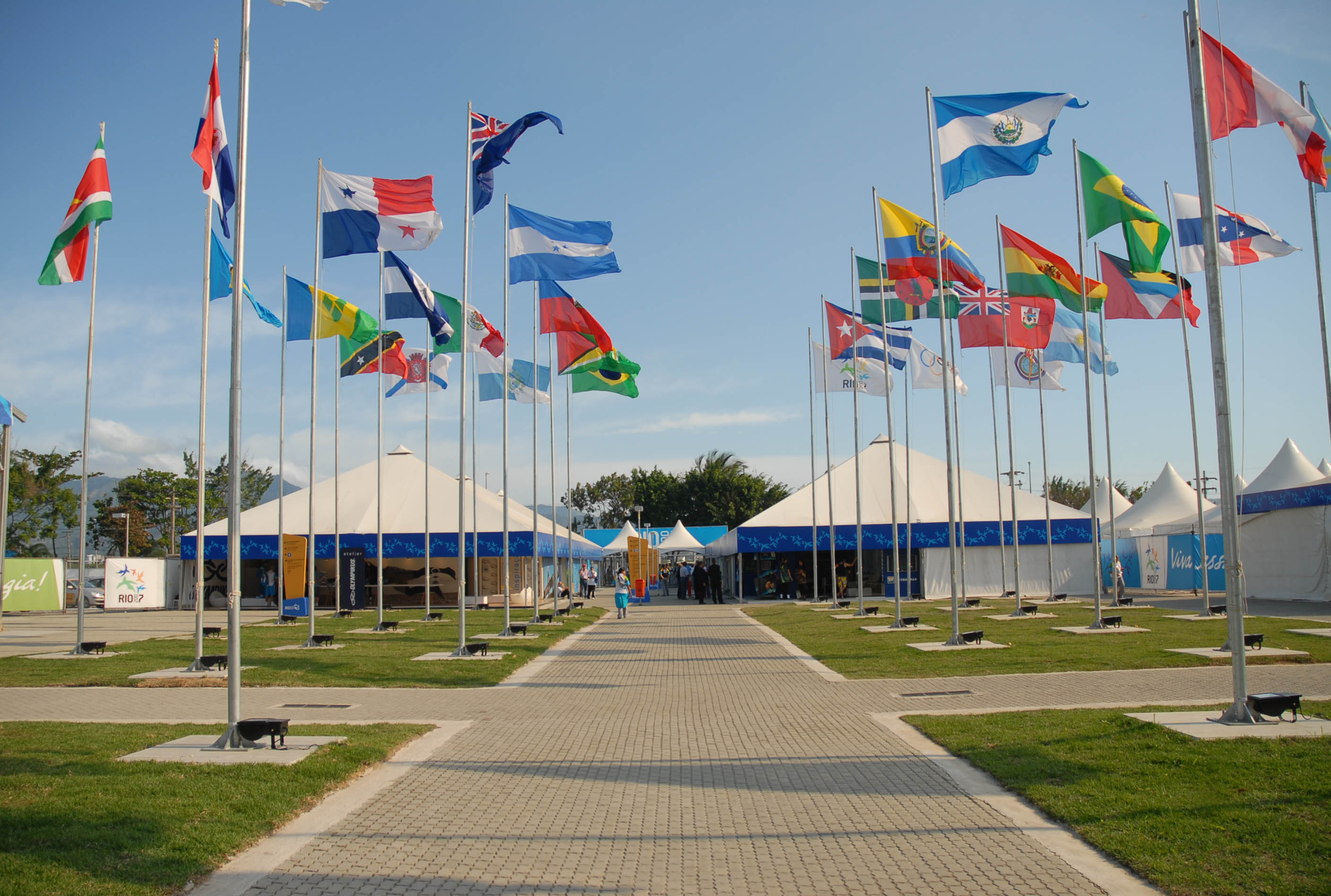
Quốc kỳ của các quốc gia tham dự được treo tại làng vận động viên của Đại hội Thể thao liên Mỹ 2007.

Hội nghị Thể thao liên Mỹ đầu tiên được tổ chức tại Buenos Aires vào năm 1940, các đại biểu quyết định rằng đại hội đầu tiên được tổ chức tại Buenos Aires vào năm 1942. Các kế hoạch bị hoãn do Chiến tranh thế giới thứ hai. Một Hội nghị Thể thao liên Mỹ lần thứ nhì được tổ chức tại Luân Đôn trong Thế vận hội Mùa hè 1948, hội nghị tái xác định Buenos Aires là thành phố được lựa chọn để đăng cai đại hội lần thứ nhất tổ chức vào năm 1951. Đại hội được đề xuất có 18 môn thể thao. Các quốc gia là thành viên của Thịnh vượng chung các Quốc gia như Canada không tham gia Đại hội Thể thao liên Mỹ lần thứ I. Đại hội Thể thao liên Mỹ lần thứ II được tổ chức tại Thành phố México, México vào năm 1955, có 2.583 vận động viên đến từ 22 quốc gia tranh tài trong 17 môn thể thao. Đại hội Thể thao liên Mỹ sau đó được tổ chức mỗi bốn năm tại các thành phố Chicago vào năm 1959, São Paulo vào năm 1963 và Winnipeg vào năm 1967.
Đại hội Thể thao liên Mỹ lần thứ I có 2.513 vận động viên tham dự đại diện cho 14 quốc gia, đến Đại hội Thể thao liên Mỹ 2007 số vận động viên tăng lên 5.633 với 42 quốc gia. Trong thời gian đại hội, hầu hết các vận động viên và quan chức ở tại làng Đại hội Thể thao liên Mỹ. Làng được dự định là một khu nhà khép kín dành cho toàn bộ những người tham gia đại hội. Trong làng có quán ăn, phòng khám y tế, và các địa điểm để biểu đạt tôn giáo.
PASO cho phép các quốc gia tham dự mà không phải đáp ứng các yêu cầu nghiêm ngặt về chủ quyền chính trị. Do đó, các thuộc địa và lãnh thổ phụ thuộc được phép thành lập các ủy ban Olympic quốc gia của mình. Chẳng hạn Puerto Rico và Bermuda tham dự với tư cách riêng mặc dù về phương diện pháp lý họ nằm dưới quyền tài phán của thế lực khác.

## Đại hội thể thao liên Mỹ Mùa đông

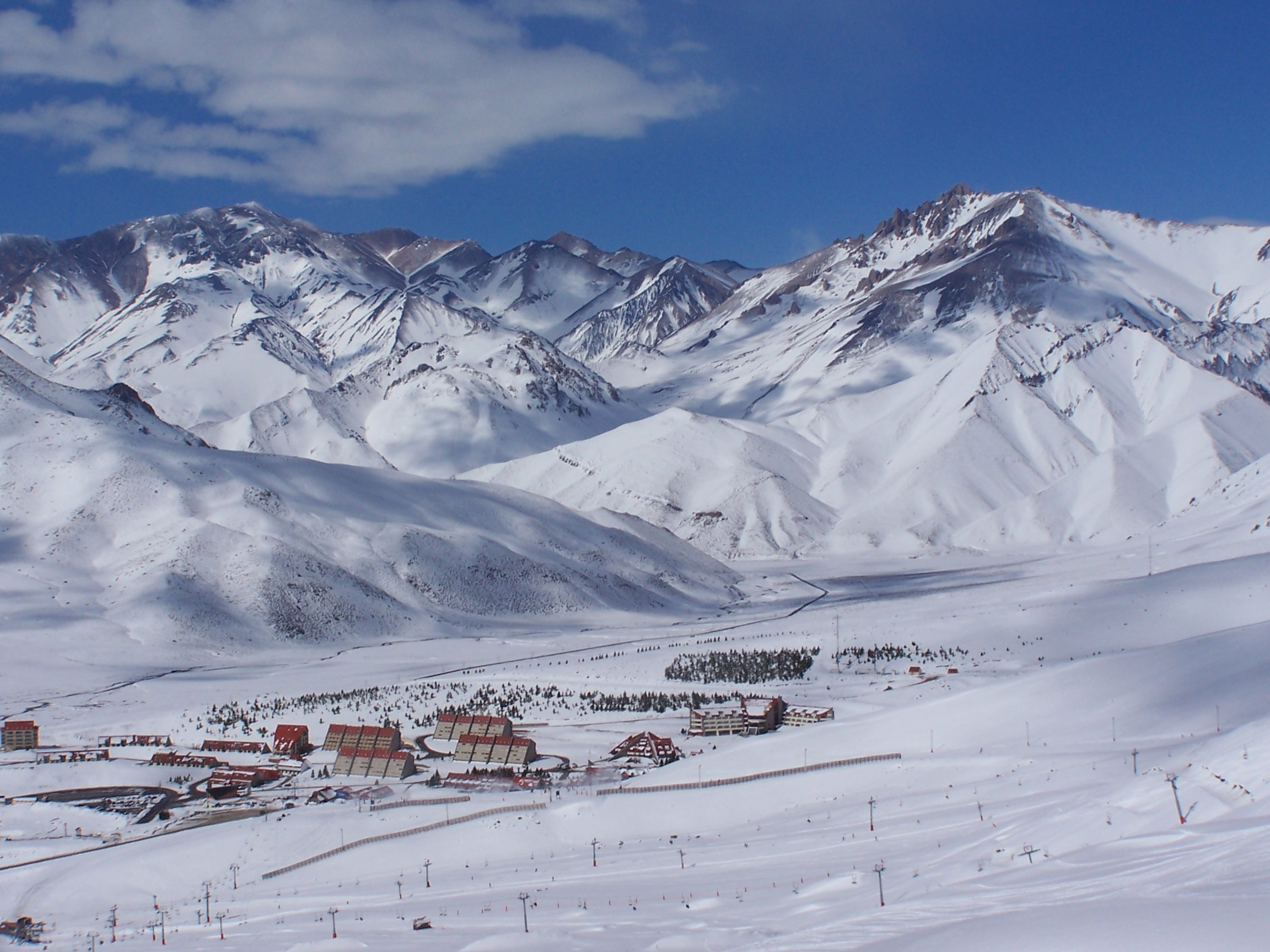
Las Leñas, Argentina là nơi tổ chức Đại hội Thể thao liên Mỹ Mùa đông duy nhất.

Tồn tại các nỗ lực trong suốt lịch sử đại hội nhằm tổ chức Đại hội Thể thao liên Mỹ Mùa đông, tuy nhiên không có nhiều thành công. Một nỗ lực ban đầu để tổ chức sự kiện mùa đông là trong kỳ đại hội lần đầu tiên tại Buenos Aires, họ lên kế hoạch tổ chức sự kiện mùa đông trong cùng năm song từ bỏ ý tưởng do ít nhận được quan tâm.
Lake Placid, New York nỗ lực tổ chức đại hội mùa đông vào năm 1959, tuy nhiên lần này cũng không có đủ quốc gia biểu thị quan tâm. Kế hoạch cuối cùng bị hủy bỏ.
Năm 1988, các thành viên của PASO bỏ phiếu chấp thuận tổ chức Đại hội thể thao liên Mỹ Mùa đông lần thứ I tại Las Leñas, Argentina trong tháng 9 năm 1989. Họ còn đồng thuận rằng Đại hội Mùa đông sẽ được tổ chức mỗi bốn năm. Tuy nhiên, tình trạng thiếu tuyết buộc ban tổ chức phải hoãn đại hội cho đến 16-22 tháng 9 năm 1990 với chỉ tám quốc gia cử tổng cộng 97 vận động viên đến Las Leñas. Tổng cộng, 76 vận động đến từ ba quốc gia: Argentina, Canada, và Hoa Kỳ. Thời tiết ấm trái mùa và cũng ít tuyết, vì vậy chỉ có ba sự kiện trượt tuyết được tổ chức. Hoa Kỳ và Canada giành toàn bộ 18 huy chương.
PASO trao quyền tổ chức Đại hội Thể thao liên Mỹ Mùa đông lần thứ II cho Santiago, Chile vào năm 1993. Hoa Kỳ cảnh báo rằng họ sẽ không tham gia trừ khi có kế hoạch đầy đủ về các sự kiện. Ủy ban tổ chức cuối cùng quyết định từ bỏ kế hoạch sau khi Ủy ban Olympic Hoa Kỳ từ chối tham gia, ý tưởng từ đó không được hồi sinh.

## Tổ chức

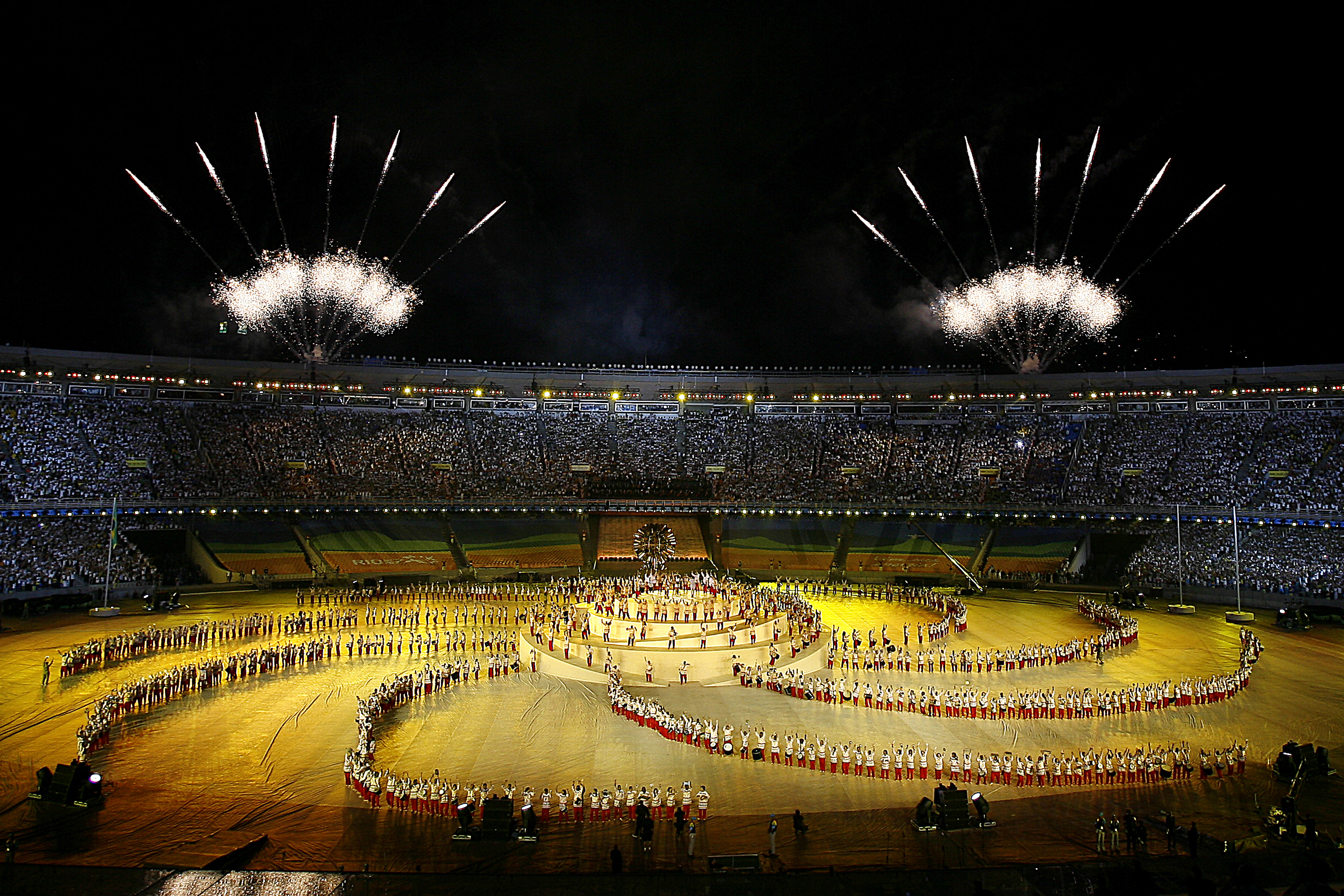
Lễ khai mạc Đại hội Thể thao liên Mỹ 2007.

Phong trào Đại hội Thể thao liên Mỹ gồm một số tổ chức và liên đoàn thể thao quốc gia và quốc tế, các đối tác truyền thông được công nhận, các vận động viên cùng các quan chức, trọng tài và mọi cá nhân và thể chế khác đồng ý tuân thủ các quy tắc của Hiến chương Olympic (tương tự như hiến chương của PASO). PASO chịu trách nhiệm lựa chọn thành phố đăng cai, giám sát lập kế hoạch cho Đại hội, cập nhật và phê duyệt chương trình thể thao, đàm phán về quyền tài trợ và quyền phát sóng.
Phong trào Đại hội Thể thao liên Mỹ được hình thành từ ba yếu tố chủ đạo:
- Các liên đoàn quốc tế là các thể chế quản lý một môn thể thao tại cấp quốc tế. Hiện có 36 liên đoàn quốc tế trong Phong trào Đại hội Thể thao liên Mỹ, đại diện cho mỗi môn thể thao trong Đại hội.[12]
- Các ủy ban Olympic quốc gia đại diện và quản lý phong trào Đại hội Thể thao liên Mỹ trong mỗi quốc gia. Hiện PASO công nhận 42 ủy ban Olymic quốc gia.
- Ủy ban tổ chức các kỳ Đại hội Thể thao liên Mỹ lập các ủy ban tạm thời chịu trách nhiệm tổ chức các sự kiện cụ thể của Đại hội. Ủy ban này giải thể sau mỗi kỳ đại hội, một khi báo cáo cuối cùng được gửi cho PASO.

Tiếng Tây Ban Nha và tiếng Anh là các ngôn ngữ chính thức của Phong trào Thể thao liên Mỹ. Ngôn ngữ khác được sử dụng tại mỗi kỳ đại hội là ngôn ngữ của quốc gia đăng cai. Mỗi tuyên bố được đọc bằng ba ngôn ngữ hoặc hai ngôn ngữ tùy theo quốc ngữ của quốc gia đăng cai.

## Biểu trưng

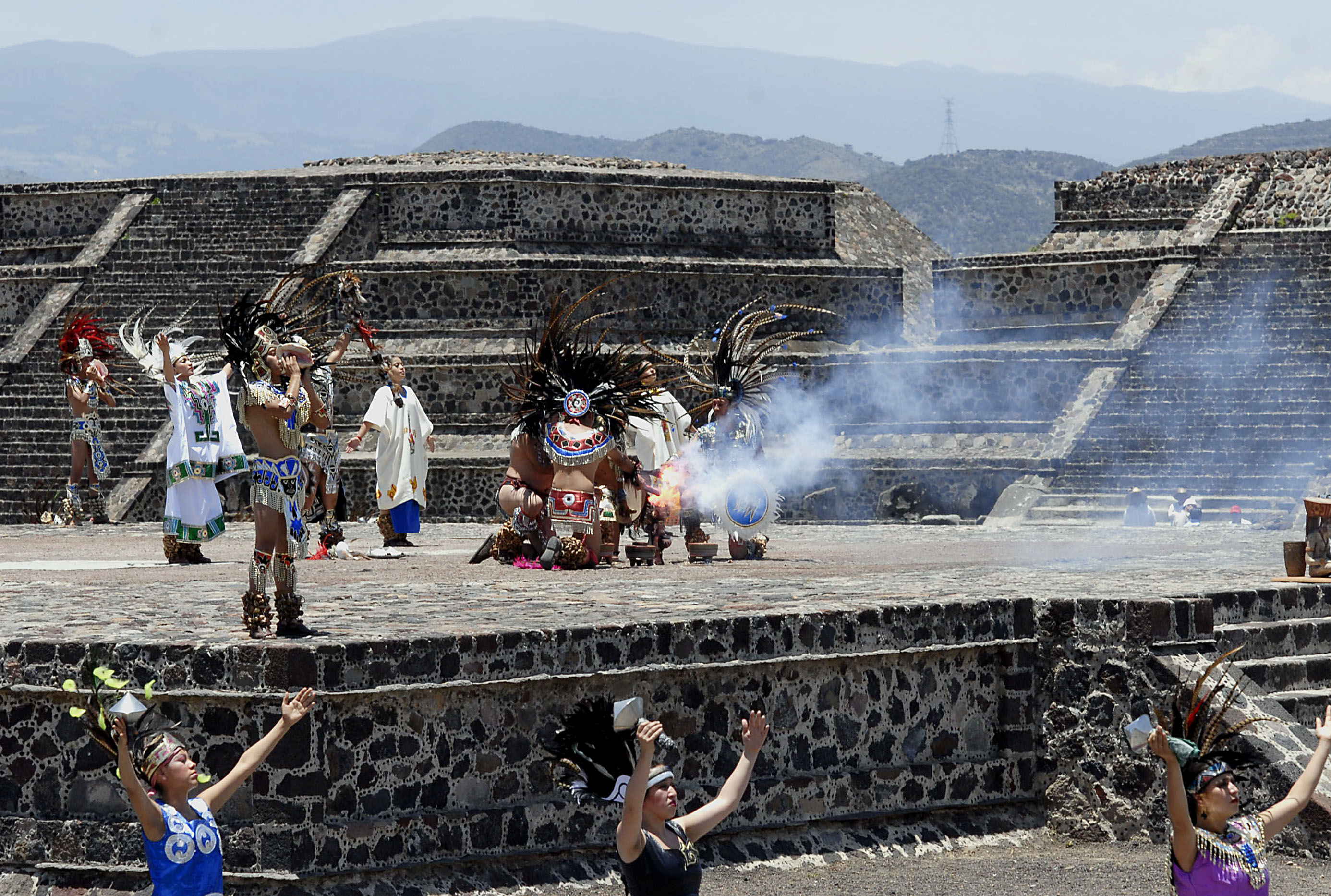
Đuốc của Đại hội Thể thao liên Mỹ được thắp tại Teotihuacan.

Phong trào Đại hội Thể thao liên Mỹ sử dụng các biểu trưng để thể hiện ý tưởng trong Hiến chương Đại hội. Tổ chức Thể thao liên Mỹ có hiệu kỳ biểu thị logo PASO trên một nền trắng. Nhằm nhấn mạnh liên kết mật thiết giữa Ủy ban Olympic Quốc tế và Đại hội Thể thao liên Mỹ, các vòng tròn Olympic được đưa vào hiệu kỳ từ năm 1988. Hiệu kỳ này được kéo lên trong mỗi lễ kỷ niệm Đại hội. Hiệu kỳ được kéo lên cùng Bài ca Thế vận hội cho đến năm 2007. Năm 2011, bài ca mới được sử dụng, nó được sáng tác vào năm 2008.
Tương tự như ngọn lửa Thế vận hội, ngọn lửa Đại hội Thể thao liên Mỹ được thắp sáng trước khi Đại hội khai mạc. Ngọn lửa của kỳ đại hội đầu tiên được thắp tại Olympia, Hy Lạp. Trong các kỳ đại hội sau, đuốc được thắp sáng nhờ người Aztec tại các đền thờ cổ, đầu tiên là tại Cerro de la Estrella và sau đó là tại Kim tự tháp Mặt Trời trong quần thể Kim tự tháp Teotihuacan. Ngoại lệ duy nhất là tại kỳ đại hội tổ chức tại São Paulo vào năm 1963, khi người bản địa Guaraní thắp đuốc tại Brasília. Một người Aztec thắp đuốc của người cầm đuốc tiếp sức đầu tiên, sau đó ngọn lửa đuốc được đưa đến sân vận động chính của thành phố đăng cai, tại đây nó đóng một vai trò quan trọng trong lễ khai mạc. Từ năm 2011, ngọn lửa được yêu cẩu phải duy trì tại sân vận động tổ chức thi đấu điền kinh. Nếu lễ khai mạc tổ chức tại sân vận động khác, thì ngọn lửa cần phải chuyển đến sân vận động tổ chức thi đấu điền kinh.
Linh vật của Đại hội Thể thao liên Mỹ là một động vật hoặc nhân vật tượng trưng cho di sản văn hóa của quốc gia đăng cai, lần đầu tiên xuất hiện trong kỳ đại hội năm 1979 tại San Juan, Puerto Rico. Nó là một phần quan trọng trong bản sắc và quảng bá của đại hội.

## Lễ kỷ niệm

### Khai mạc

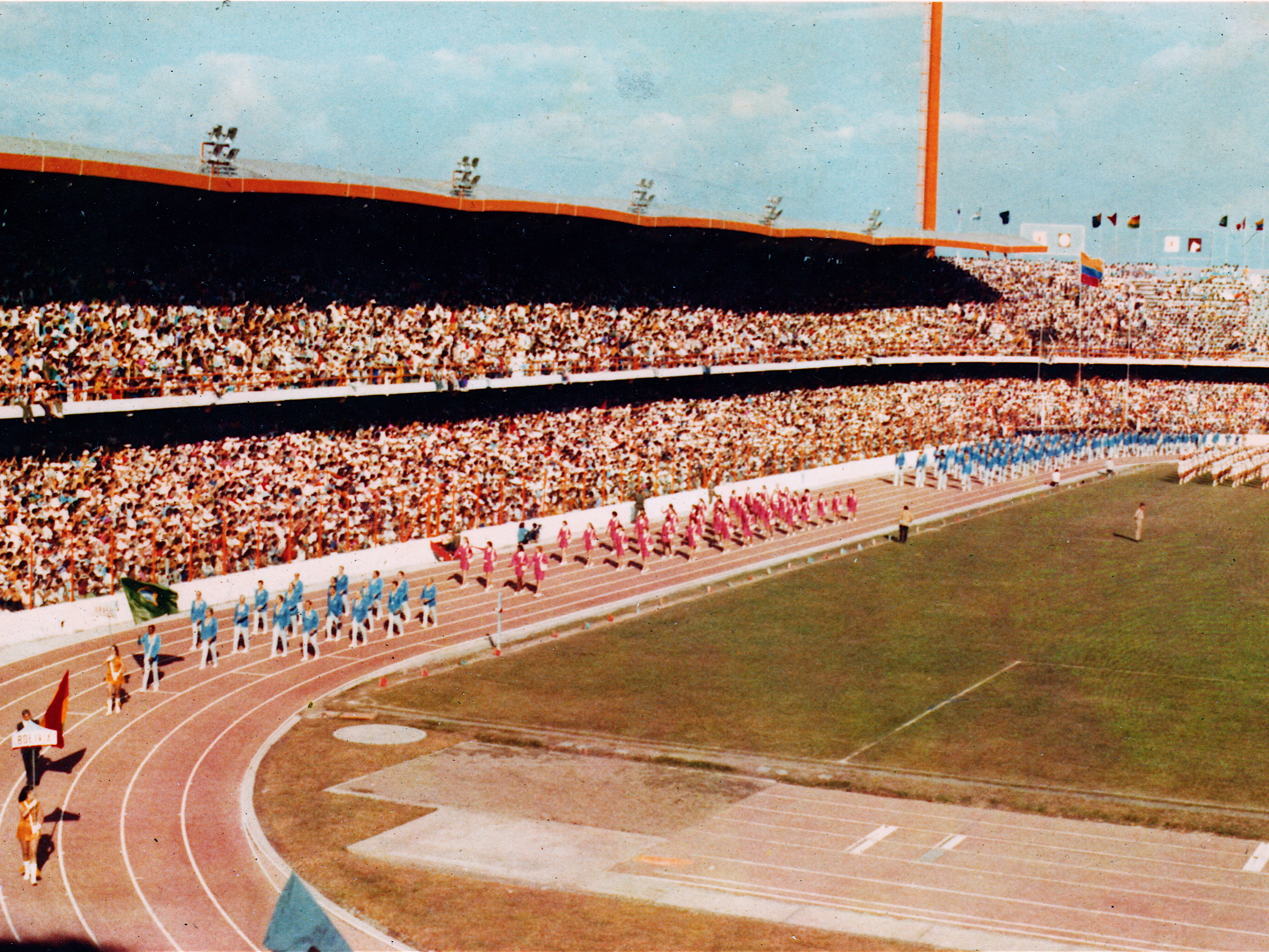
Quang cảnh lễ khai mạc Đại hội Thể thao liên Mỹ 1971 tại Cali, Colombia.

Theo như quy định trong Hiến chương Olympic, các yếu tố khác nhau tạo bố cục lễ khai mạc của Đại hội Thể thao liên Mỹ. Lễ khai mạc thường bắt đầu bằng việc kéo quốc kỳ của quốc gia đăng cai và cử hành quốc ca của họ. Quốc gia tổ chức sau đó tiến hành trình diễn nghệ thuật gồm âm nhạc, vũ đạo và kịch biểu thị văn hóa và lịch sử của họ. Trình diễn nghệ thuật phát triển về quy mô và tính phức tạp do các quốc gia kế tiếp nỗ lực tạo một lễ kỷ niệm đáng nhớ hơn. Lễ khai mạc của Đại hội Thể thao Guadalajara được tường thuật là có chi phí 20 triệu USD, phần lớn trong đó phát sinh trong phần nghệ thuật.
Sau phần nghệ thuật của buổi lễ, các vận động viên diễu hành vào sân vận động theo quốc gia. Theo truyền thống, các vận động viên Argentina diễu hành đầu tiên để tôn vinh nơi khởi nguồn của Đại hội, tương tự như Hy Lạp trong Thế vận hội. Các quốc gia sau đó tiến vào sân vận động theo thứ tự chữ cái trong danh xưng bằng tiếng Tây Ban Nha, quốc gia tổ chức tiến vào cuối cùng. Trong Đại hội Thể thao liên Mỹ 1995 tổ chức tại Mar del Plata, Argentina, quốc kỳ Argentina tiến vào sân vận động trước tiên, trong khi đoàn thể thao quốc gia tiến vào cuối cùng. Các phát biểu chính thức khai mạc Đại hội. Cuối cùng, đuốc Đại hội Thể thao liên Mỹ được đưa vào sân vận động và truyền tay cho đến khi đến tay người cầm đuốc cuối cùng (thường là một nhân vật nổi tiếng của quốc gia đăng cai) và người này thắp sáng ngọn lửa Đại hội tại vạc của sân vận động.

### Lễ bế mạc

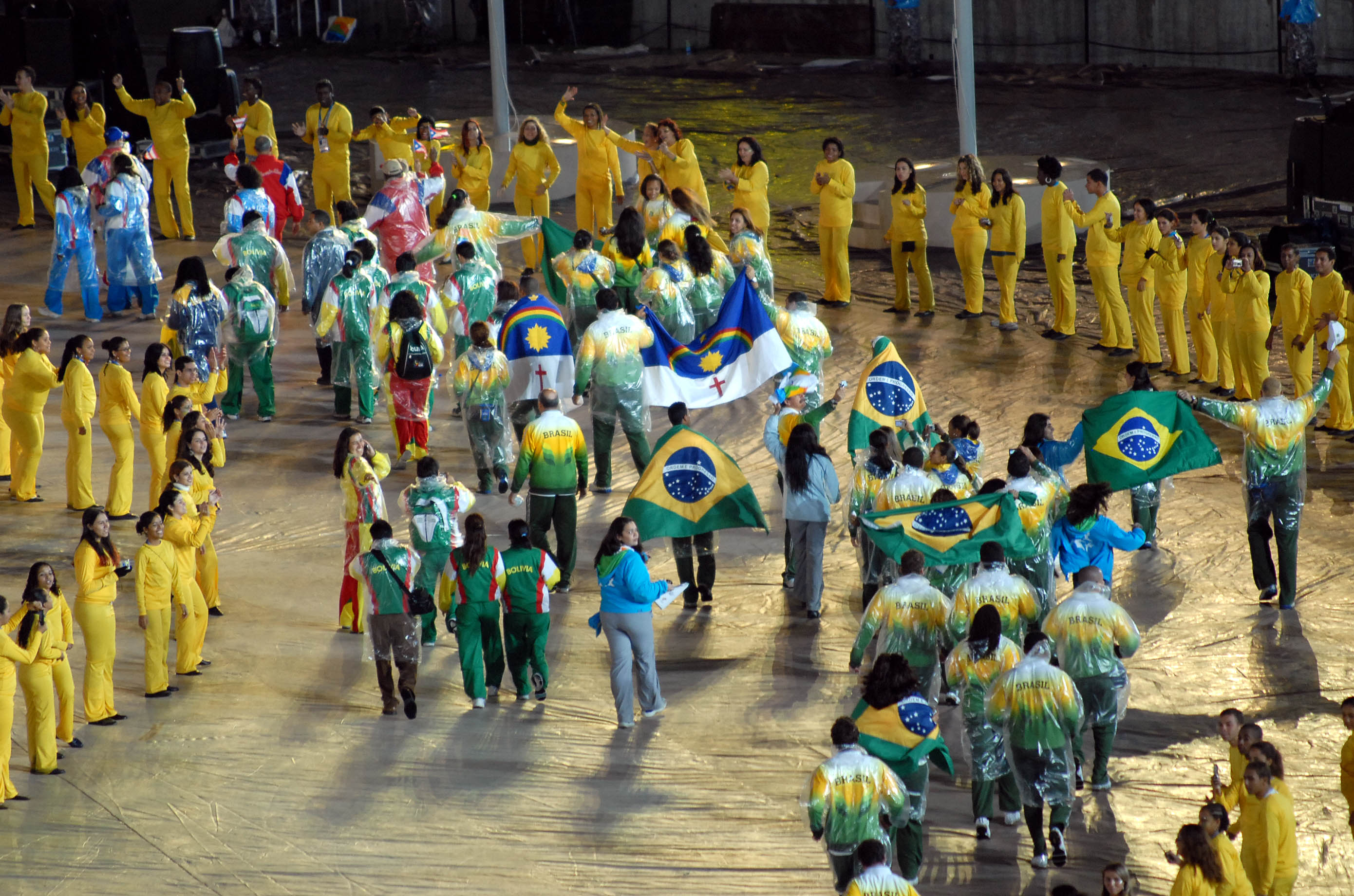
Các vận động viên tại sân vận động trong lễ bế mạc của Đại hội Thể thao liên Mỹ 2007.

Lễ bế mạc của Đaị hội Thể thao liên Mỹ diễn ra sau khi mọi sự kiện thể thao đã kết thúc. Những người cầm quốc kỳ từ mỗi quốc gia tham dự tiến vào sân vận động, sau đó các vận động viên cùng tiến vào mà không phân biệt theo quốc gia.
Hai quốc kỳ cùng với hiệu kỳ của PASO được treo lên trong khi quốc ca tương ứng được cử hành: quốc kỳ của quốc gia đang đăng cai và quốc kỳ của quốc gia đăng cai lần kế tiếp. Chủ tịch của ủy ban tổ chức và chủ tịch của PASO phát biểu bế mạc và Đại hội chính thức kết thúc. Ngọn lửa Đại hội Thể thao liên Mỹ sau đó tắt. Trong hành động được gọi là Lễ Antwerp, thị trưởng của thành phố tổ chức Đại hội trao một hiệu kỳ Đại hội Thể thao liên Mỹ đặc biệt cho chủ tịch của PASO, người này sau đó trao nó cho thị trưởng của thành phố đăng cai kỳ đại hội kế tiếp. Sau các yếu tố bắt buộc này, quốc gia chủ nhà kế tiếp giới thiệu ngắn về bản thân bằng trình diễn nghệ thuật vũ đạo và kịch biểu thị văn hóa của mình. Lễ bế mạc bao gồm 15 phút trình diễn của thành phố đăng cai kế tiếp.

### Trao huy chương

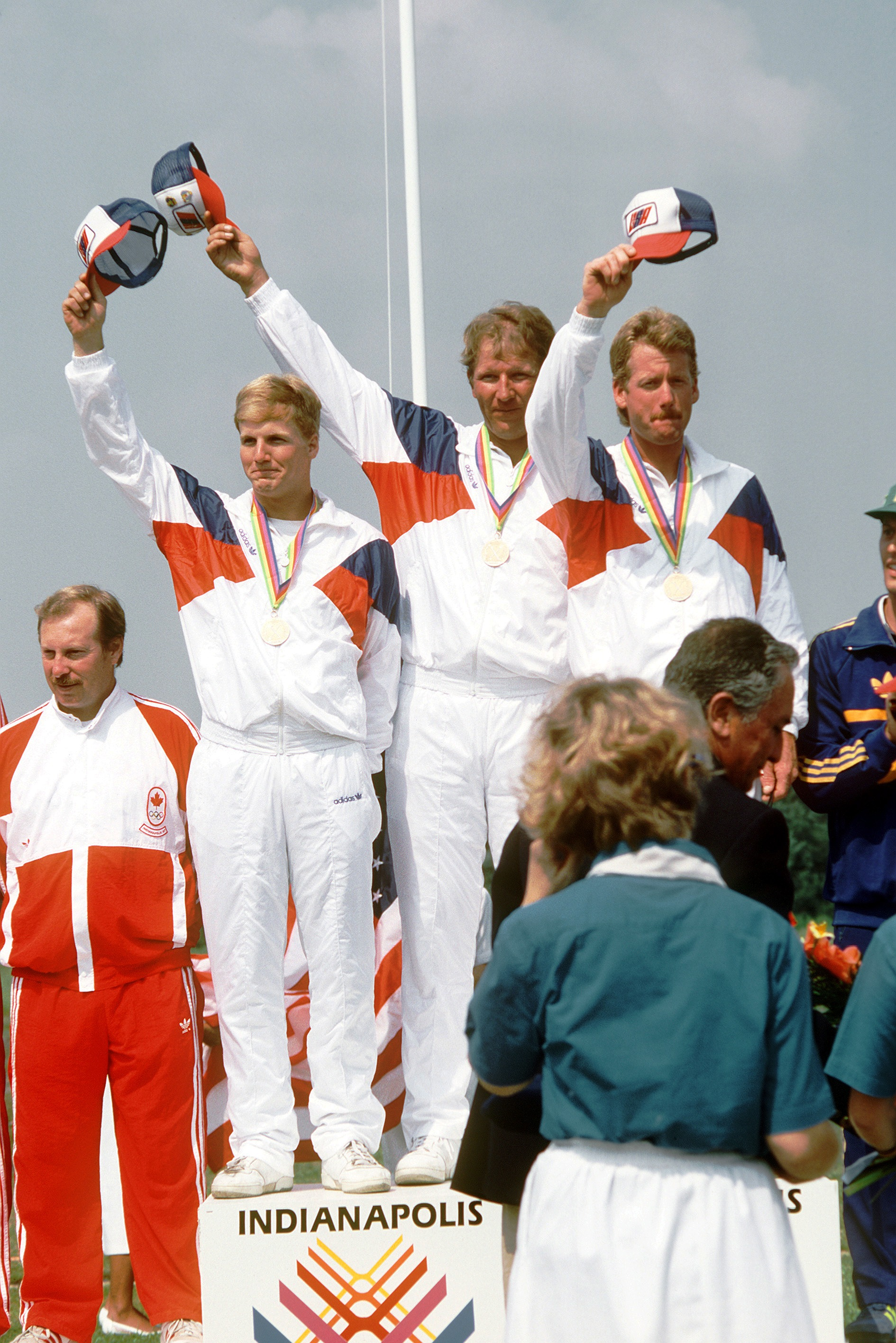
Một lễ trao huy chương trong Đại hội Thể thao liên Mỹ 1987.

Kết thúc mỗi sự kiện, các huy chương được trịnh trọng trao cho các vận động viên có thành tích xếp thứ nhất, nhì, và ba. Các vận động viên đứng tại một bậc có ba tầng trong lúc nhận huy chương của mình. Sau khi thành viên IOC hoặc PASO trao huy chương, quốc kỳ của ba người đoạt huy chương được kéo lên trong khi quốc gia của người giành huy chương vàng được cử hành. Các công dân tình nguyện của quốc gia đăng cai phục vụ trong lễ trao huy chương, họ giúp các quan chức trao huy chương và là người cầm cờ.

## Môn thi đấu

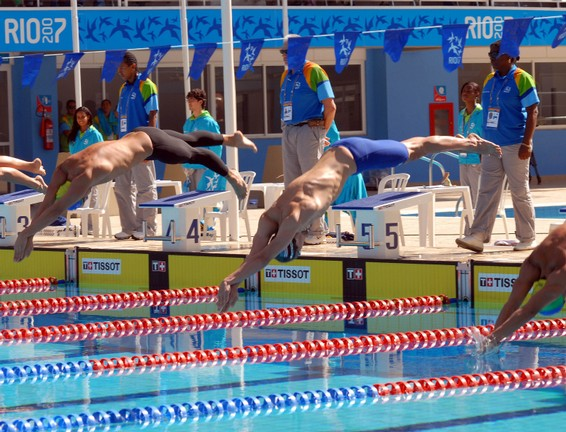
Bơi được tổ chức tại toàn bộ 16 kỳ của Đại hội Thể thao liên Mỹ.

Theo quyết định của Tổ chức Thể thao liên Mỹ, toàn bộ 28 môn thể thao Olympic hiện hành, cùng các môn thể thao tùy chọn khác phổ biến trên toàn châu Mỹ có thể được tổ chức trong một kỳ đại hội.
Chương trình của Đại hội Thể thao liên Mỹ gồm có 36 môn thể thao, gần 400 sự kiện. Chẳng hạn cưỡi ngựa là một môn thể thao Đại hội Thể thao Liên Mỹ, gồm ba nội dung: Dressage, Eventing và Show jumping. Nó còn được phân tiếp thành sáu sự kiện nam nữ phối hợp thi đấu. Điền kinh, bơi, đấu kiếm, lặn, bóng chày, quyền Anh, bóng rổ, cưỡi ngựa, bóng đá, thể dục nghệ thuật, rowing, vật, bắn súng, quần vợt, cử tạ và bóng nước là các môn thể thao mùa hè không bao giờ được thiếu trong chương trình của Đại hội. Các môn thể thao Đại hội Thể thao liên Mỹ hiện nay, như rugby sevens, bóng ném, và bóng chuyền, xuất hiện trong các kỳ đại hội sau đó. Một số môn thể thao bị loại khỏi chương trình của Đại hội.
Các môn thể thao Đại hội Thể thao liên Mỹ do các liên đoàn thể thao quốc tế được PASO công nhận quản lý, họ là cơ quan giám sát toàn cầu của các môn thể thao này. Có 36 liên đoàn có đại diện tại PASO. Có các môn thể thao được PASO công nhận song không có trong chương trình của Đại hội Thể thao liên Mỹ, chúng không được xem là môn thể thao Đại hội Thể thao liên Mỹ, song có thể nâng cao vị thế trong một cuộc tái xét chương trình. Trong các lần tái xét như vậy, các môn thể thao có thể bị loại bỏ hoặc đưa vào chương trình dựa trên cơ sở đa số hai phần ba phiếu của các thành viên PASO. Một số môn thể thao được công nhận, như cờ vua và lướt sóng, chưa từng được đưa vào chương trình của một đại hội rhể thao liên Mỹ. Một số môn chỉ được đưa vào chương trình thi đấu trong một lần, chẳng hạn võ Sambo vào năm 1983 tại Caracas, Venezuela.

## Vô địch và huy chương

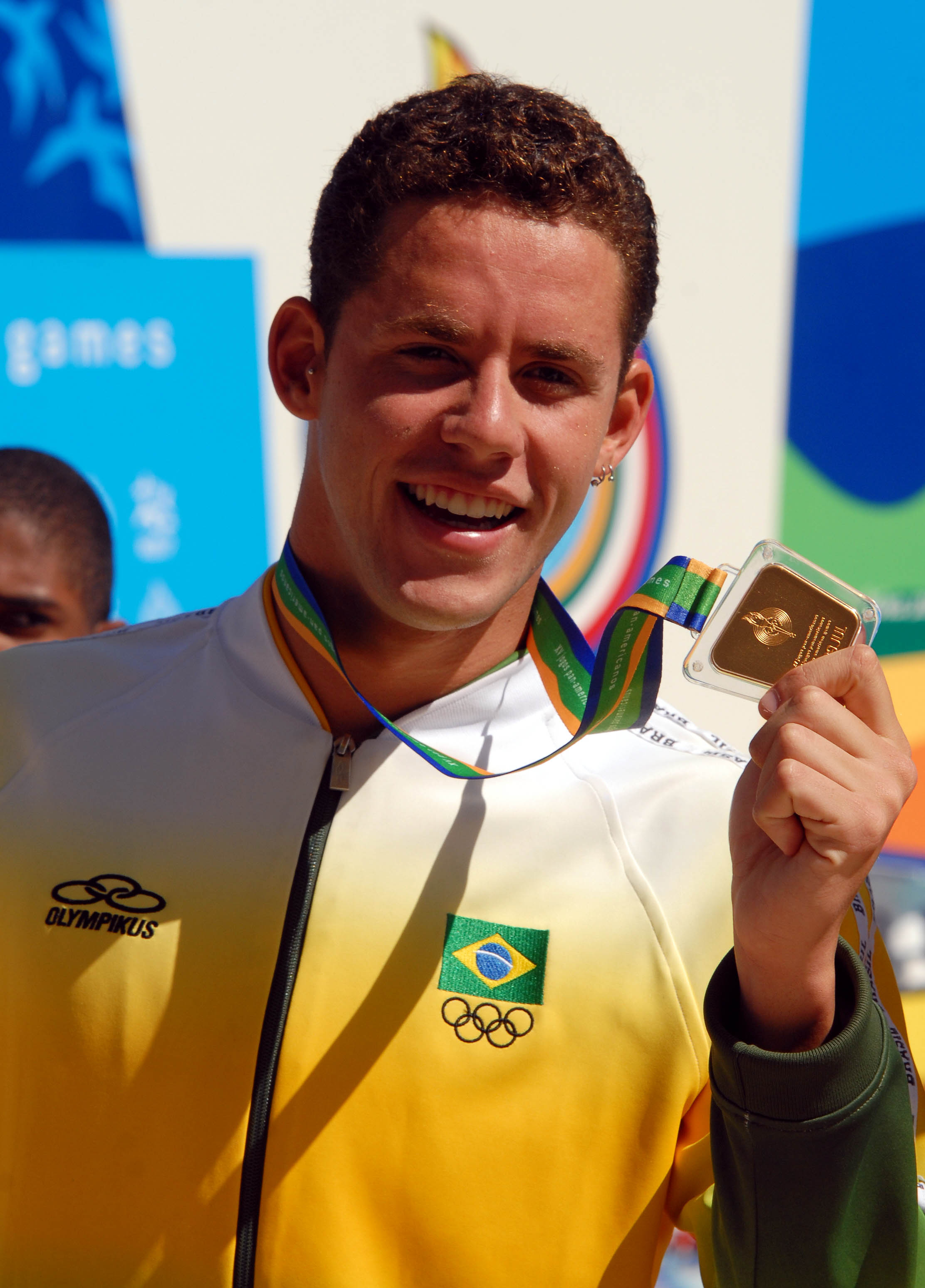
Vận động viên Thiago Pereira của Brasil cầm huy chương vàng mà anh giành được tại Đại hội 2007.

Các vận động viên hay đội tuyển xếp thứ nhất, thứ nhì, hoặc thứ ba tại mỗi sự kiện được nhận huy chương. Người chiến thắng giành được huy chương vàng, trong khi người xếp kế tiếp được nhận huy chương bạc và người xếp thứ ba được trao huy chương đồng. Trong các sự kiện loại trực tiếp chẳng hạn như quyền Anh, vị trí thứ ba có thể không được xác định và hai người thua trong bán kết đều nhận huy chương đồng. PASO không tiến hành thống kê số huy chương, song các ủy ban Olympic quốc gia và phương tiện truyền thông ghi nhận thống kê huy chương như một thước đo về thành công.
Dưới đây là danh sách các quốc gia giành huy chương tại Đại hội Thể thao liên Mỹ tính đến 2023:
| Hạng                | Đoàn                            | Vàng | Bạc  | Đồng | Tổng số |
| ------------------- | ------------------------------- | ---- | ---- | ---- | ------- |
| 1                   | Hoa Kỳ                          | 2192 | 1619 | 1199 | 5010    |
| 2                   | Cuba                            | 938  | 642  | 613  | 2193    |
| 3                   | Canada                          | 539  | 776  | 918  | 2233    |
| 4                   | Brasil                          | 449  | 476  | 656  | 1581    |
| 5                   | Argentina                       | 343  | 391  | 501  | 1235    |
| 6                   | México                          | 310  | 362  | 617  | 1289    |
| 7                   | Colombia                        | 164  | 209  | 296  | 669     |
| 8                   | Venezuela                       | 110  | 235  | 317  | 662     |
| 9                   | Chile                           | 69   | 141  | 205  | 415     |
| 10                  | Cộng hòa Dominica               | 48   | 82   | 150  | 280     |
| 11                  | Ecuador                         | 45   | 49   | 84   | 178     |
| 12                  | Puerto Rico                     | 36   | 91   | 158  | 285     |
| 13                  | Jamaica                         | 32   | 48   | 75   | 155     |
| 14                  | Perú                            | 29   | 46   | 105  | 180     |
| 15                  | Guatemala                       | 22   | 24   | 48   | 94      |
| 16                  | Uruguay                         | 14   | 31   | 52   | 97      |
| 17                  | Trinidad và Tobago              | 12   | 23   | 31   | 66      |
| 18                  | Bahamas                         | 9    | 15   | 15   | 39      |
| 19                  | Costa Rica                      | 6    | 7    | 17   | 30      |
| 20                  | Panama                          | 5    | 23   | 41   | 69      |
| 21                  | El Salvador                     | 5    | 9    | 18   | 32      |
| 22                  | Antille thuộc Hà Lan            | 5    | 9    | 17   | 31      |
| 23                  | Bolivia                         | 3    | 5    | 10   | 18      |
| 24                  | Đội tuyển Vận động viên Độc lập | 3    | 4    | 5    | 12      |
| 25                  | Suriname                        | 3    | 3    | 5    | 11      |
| 26                  | Paraguay                        | 2    | 5    | 15   | 22      |
| 27                  | Guyana                          | 2    | 5    | 14   | 21      |
| 28                  | Saint Lucia                     | 2    | 0    | 3    | 5       |
| 29                  | Bermuda                         | 1    | 6    | 5    | 12      |
| 30                  | Barbados                        | 1    | 4    | 13   | 18      |
| 31                  | Quần đảo Cayman                 | 1    | 4    | 1    | 6       |
| 32                  | Antigua và Barbuda              | 1    | 3    | 5    | 9       |
| 33                  | Grenada                         | 1    | 3    | 2    | 6       |
| 34                  | Quần đảo Virgin thuộc Anh       | 1    | 0    | 0    | 1       |
| 35                  | Nicaragua                       | 0    | 6    | 10   | 16      |
| 36                  | Quần đảo Virgin thuộc Mỹ        | 0    | 4    | 5    | 9       |
| 37                  | Haiti                           | 0    | 3    | 7    | 10      |
| 38                  | Honduras                        | 0    | 3    | 6    | 9       |
| 39                  | Dominica                        | 0    | 2    | 2    | 4       |
| 39                  | Aruba                           | 0    | 2    | 2    | 4       |
| 39                  | Saint Kitts và Nevis            | 0    | 2    | 2    | 4       |
| 42                  | Saint Vincent và Grenadines     | 0    | 0    | 2    | 2       |
| 42                  | Belize                          | 0    | 0    | 2    | 2       |
| Tổng số (43 đơn vị) | Tổng số (43 đơn vị)             | 5403 | 5372 | 6249 | 17024   |

## Quốc gia và thành phố đăng cai

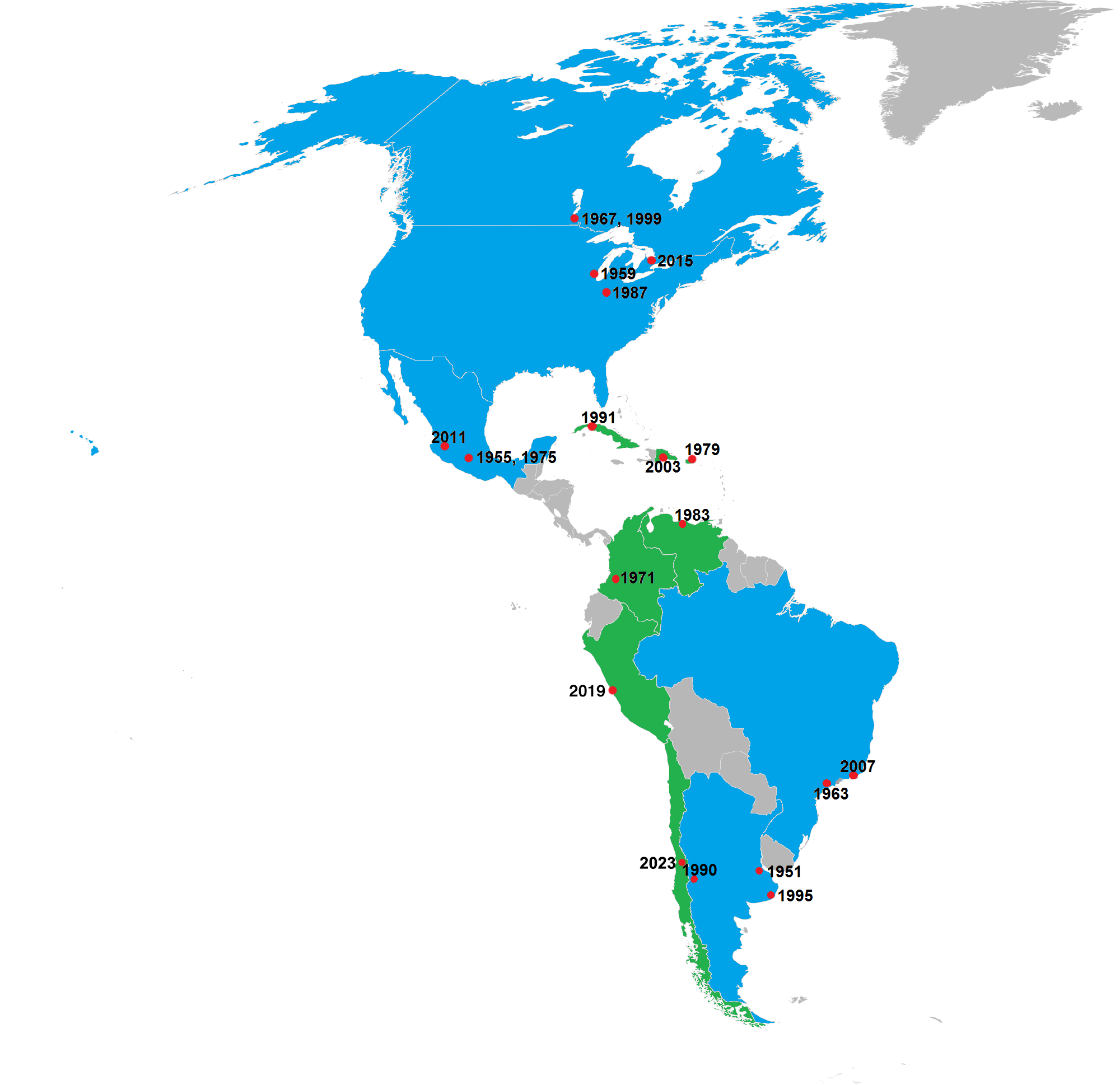
Bản đồ các địa điểm tổ chức Đại hội Thể thao liên Mỹ (thành phố đăng cai biểu thị bằng chấm đỏ). Quốc gia một lần đăng cai Đại hội có màu lục, quốc gia hai lần đăng cai trở lên có màu lam.

Thành phố đăng cai một kỳ Đại hội Thể thao liên Mỹ thường được lựa chọn trước sáu năm. Quá trình lựa chọn được tiến hành trong hai giai đoạn kéo dài trong một thời gian hai năm. Thành phố đăng cai tiềm năng thỉnh cầu với ủy ban Olympic quốc gia, nếu có hơn một thành phố đề xuất thì ủy ban Olympic quốc gia sẽ tiến hành lựa chọn nội bộ, do chỉ có một thành phố được ủy ban Olympic quốc gia trình lên Tổ chức Thể thao liên Mỹ để xem xét. Khi thời hạn chót dành cho các ủy ban Olympic quốc gia đến, giai đoạn đầu khởi động khi các thành phố nộp đơn được yêu cầu hoàn thành một bảng câu hỏi liên quan đến công tác tổ chức Đại hội. Trong đó, các cứng cử viên cần phải đảm bảo rằng họ sẽ tuân thủ Hiến chương Olympic và với bất kỳ điều lệ nào khác của Ủy ban chấp hành của PASO. Một nhóm chuyên gia của PASO đánh giá câu trả lời dựa trên tổng quan về kế hoạch và tiềm năng tổ chức. Dựa trên đánh giá kỹ thuật này, Ban Chấp hành PASO lựa chọn các ứng cử viên được tiến vào giai đoạn kế tiếp.
Các thành phố được lựa chọn cần phải nộp cho PASO một tài liệu thuyết trình lớn hơn và chi tiết hơn về kế hoạch của họ. Mỗi thành phố được phân tích kỹ lưỡng bởi một ủy ban đánh giá. Ủy ban này sẽ thăm các thành phố ứng cử, phỏng vấn các quan chức địa phương và thanh tra các địa điểm tổ chức tương lai, và trình một báo cáo về các phát hiện của họ một tháng trước quyết định cuối của PASO. Trong quá trình phỏng vấn, thành phố ứng cử cần phải đảm bảo rằng họ có thể tài trợ cho Đại hội. Sau công việc của ủy ban đánh giá, một danh sách các ứng cử viên được trình lên phiên họp toàn thể của PASO tổ chức tại một quốc gia không có thành phố náo ứng cử. Các thành viên của PASSO bỏ phiếu quyết định thành phố đăng cai. Khi được bầu, ủy ban ứng cử của thành phố đăng cai ký một hợp đồng với PASO, chính thức trở thành nơi đăng cai Đại hội Thể thao liên Mỹ.
Tính đến thời điểm này, Hoa Kỳ, México và Canada là những quốc gia có số lần tổ chức nhiều nhất với ba lần tổ chức. Argentina, Brasil và Colombia xếp thứ hai với hai lần tổ chức. Những quốc gia có một lần tổ chức gồm Venezuela, Cuba, Cộng hòa Dominica, Peru và Chile.
| Kỳ đại hội | Năm  | Thành phố chủ nhà | Quốc gia chủ nhà  | Tuyên bố khai mạc                  | Ngày bắt đầu | Ngày kết thúc | Số nội dung | Số vận động viên | Số môn thể thao | Số nội dung | Đoàn thể thao xuất sắc nhất |
| ---------- | ---- | ----------------- | ----------------- | ---------------------------------- | ------------ | ------------- | ----------- | ---------------- | --------------- | ----------- | --------------------------- |
| 1          | 1951 | Buenos Aires      | Argentina         | Tổng thống Juan Domingo Perón      | 25 tháng 2   | 9 tháng 3     | 21          | 2,513            | 18              | 140         | Argentina (ARG)             |
| 2          | 1955 | Thành phố México  | México            | Tổng thống Adolfo Ruiz Cortines    | 12 tháng 3   | 26 tháng 3    | 22          | 2,583            | 17              | 146         | Hoa Kỳ (USA)                |
| 3          | 1959 | Chicago           | Hoa Kỳ            | Milton S. Eisenhower               | 27 tháng 8   | 7 thang 9     | 25          | 2,263            | 15              | 166         | Hoa Kỳ (USA)                |
| 4          | 1963 | São Paulo         | Brasil            | Adhemar de Barros                  | 20 tháng 4   | 5 tháng 5     | 22          | 1,665            | 19              | 160         | Hoa Kỳ (USA)                |
| 5          | 1967 | Winnipeg          | Canada            | Vương phu Philip                   | 23 tháng 7   | 6 tháng 8     | 29          | 2,361            | 19              | 169         | Hoa Kỳ (USA)                |
| 6          | 1971 | Cali              | Colombia          | Tổng thống Misael Pastrana Borrero | 30 tháng 7   | 13 tháng 8    | 32          | 2,935            | 17              | 164         | Hoa Kỳ (USA)                |
| 7          | 1975 | Thành phố México  | México            | Tổng thống Luis Echeverría         | 12 tháng 10  | 26 tháng 10   | 33          | 3,146            | 19              | 190         | Hoa Kỳ (USA)                |
| 8          | 1979 | San Juan          | Puerto Rico       | Carlos Romero Barceló              | 1 tháng 7    | 15 tháng 7    | 34          | 3,700            | 21              | 249         | Hoa Kỳ (USA)                |
| 9          | 1983 | Caracas           | Venezuela         | Tổng thống Luis Herrera Campins    | 14 tháng 8   | 29 tháng 8    | 36          | 3,426            | 22              | 249         | Hoa Kỳ (USA)                |
| 10         | 1987 | Indianapolis      | Hoa Kỳ            | Phó Tổng thống George Bush         | 7 tháng 8    | 23 tháng 8    | 38          | 4,360            | 27              | 296         | Hoa Kỳ (USA)                |
| 11         | 1991 | Havana            | Cuba              | Chủ tịch Fidel Castro              | 2 tháng 8    | 18 tháng 8    | 39          | 4,519            | 28              | 331         | Cuba (CUB)                  |
| 12         | 1995 | Mar del Plata     | Argentina         | Tổng thống Carlos Menem            | 12 tháng 3   | 26 tháng 3    | 42          | 5,144            | 34              | 408         | Hoa Kỳ (USA)                |
| 13         | 1999 | Winnipeg          | Canada            | Toàn quyền Roméo LeBlanc           | 23 tháng 7   | 8 tháng 8     | 42          | 5,083            | 34              | 330         | Hoa Kỳ (USA)                |
| 14         | 2003 | Santo Domingo     | Cộng hòa Dominica | Tổng thống Hipólito Mejía          | 1 tháng 8    | 17 tháng 8    | 42          | 5,223            | 34              | 338         | Hoa Kỳ (USA)                |
| 15         | 2007 | Rio de Janeiro    | Brasil            | Carlos Arthur Nuzman               | 13 tháng 7   | 29 tháng 7    | 42          | 5,633            | 33              | 331         | Hoa Kỳ (USA)                |
| 16         | 2011 | Guadalajara       | México            | Tổng thống Felipe Calderón         | 14 tháng 10  | 30 tháng 10   | 42          | 5,996            | 36              | 361         | Hoa Kỳ (USA)                |
| 17         | 2015 | Toronto           | Canada            | Toàn quyền David Johnston          | 10 tháng 7   | 26 tháng 7    | 41          | 6,123            | 36              | 364         | Hoa Kỳ (USA)                |
| 18         | 2019 | Lima              | Peru              | Tổng thống Martín Vizcarra         | 26 tháng 7   | 11 tháng 8    | 41          | 6,668            | 38              | 419         | Hoa Kỳ (USA)                |
| 19         | 2023 | Santiago          | Chile             | Tổng thống Gabriel Boric           | 20 tháng 10  | 5 tháng 11    | 41          | 6,909            | 39              | 425         | Hoa Kỳ (USA)                |
| 20         | 2027 | Lima              | Peru              |                                    | 16 tháng 7   | 1 tháng 8     | TBD         | TBD              | TBD             | TBD         | TBD                         |
| 21         | 2031 |                   |                   |                                    | 8 tháng 8    | 24 tháng 8    |             |                  |                 |             |                             |

## Các quốc gia tham dự
Tính đến nắm 2023, có 35 quốc gia và 6 vùng lãnh thổ có ủy ban Olympic quốc gia được PASO công nhận tham dự tại Đại hội Thể thao liên Mỹ.
- Antigua và Barbuda
- Argentina
- Aruba
- Bahamas
- Barbados
- Belize
- Bermuda
- Bolivia
- Brasil
- Quần đảo Virgin thuộc Anh
- Canada
- Quần đảo Cayman
- Chile
- Colombia
- Costa Rica
- Cuba
- Dominica
- Cộng hòa Dominica
- Ecuador
- El Salvador
- Grenada
- Guatemala
- Guyana
- Haiti
- Honduras
- Jamaica
- México
- Nicaragua
- Panama
- Paraguay
- Perú
- Puerto Rico
- Saint Kitts và Nevis
- Saint Lucia
- Saint Vincent và Grenadines
- Suriname
- Trinidad và Tobago
- Hoa Kỳ
- Uruguay
- Venezuela
- Quần đảo Virgin thuộc Mỹ

## Lần đầu tham dự
Dưới đây là thống kê các kì Pan American Games mà các đoàn thể thao lần đầu tiên giành quyền tham dự.
| Năm  | Đoàn thể thao |
| ---- | --- |
| 1951 | Argentina, Bermuda, Bolivia, Brasil, Canada, Chile, Colombia, Cuba, Cộng hòa Dominica, Ecuador, El Salvador, Guatemala, Guyana, Haiti, Jamaica, México, Panama, Perú, Puerto Rico, Trinidad và Tobago, Hoa Kỳ, Uruguay, Venezuela |
| 1955 | Bahamas, Barbados, Costa Rica |
| 1959 | Honduras, Nicaragua, Suriname |
| 1963 | Không có |
| 1967 | Antigua và Barbuda, Belize, Quần đảo Virgin thuộc Mỹ |
| 1971 | Paraguay |
| 1975 | Quần đảo Cayman |
| 1979 | Bahamas |
| 1983 | Quần đảo Virgin thuộc Anh, Saint Vincent và Grenadines |
| 1987 | Aruba, Dominica, Grenada, Saint Kitts và Nevis, Saint Lucia |
| 1991 | Không có |
| 1995 | Không có |
| 1999 | Không có |
| 2003 | Không có |
| 2007 | Không có |
| 2011 | Không có |
| 2015 | Không có |
| 2019 | Không có |
| 2023 | Không có |